# غزنرة خفية
غزنرة خفية (الاسم العلمي:Gesneria clandestina) هي نوع من النباتات تتبع جنس الغزنرة من الفصيلة الغزنرية.